# Rede Amazônica Tefé
Rede Amazônica Tefé foi uma estação de televisão brasileira com sede em Tefé, cidade do estado de Amazonas. Operava nos canais 6 VHF analógico e era afiliada à TV Globo. Pertencia ao Grupo Rede Amazônica.

## História

### TV Tefé (1978-2015)
A TV Tefé foi inaugurada em janeiro de 1978 pelo jornalista Philippe Daou. A cerimônia teve a presença do ministro das Comunicações Quandt de Oliveira, assim como na inauguração da TV Tabatinga. No evento, o ministro recebeu homenagens pelo início das operações da estação. A emissora foi autorizada a operar pelo Ministério das Comunicações em caráter excepcional, reconhecendo as dificuldades para instalação de estações retransmissoras convencionais na região norte do país.
Assim como as demais emissoras da Rede Amazônica, a TV Tefé iniciou suas operações afiliada à Rede Bandeirantes, retransmitindo a programação através de fitas gravadas em Manaus pela TV Amazonas. Em 1986, com a transição da Rede Globo entre a TV Ajuricaba e a TV Amazonas no estado, a estação também deixou a Bandeirantes e tornou-se afiliada à rede carioca.
No final de 2002, seguindo a expansão do conteúdo das minigeradoras da Rede Amazônica, a TV Tefé contratou o repórter Welner Campelo. Em 2005, a estação recebeu a implantação o sistema FTP de envio de matérias para Manaus, sendo a última da rede a receber a tecnologia no primeiro período de implantação. A TV Tefé seguiu contando com um repórter local até 2008, quando Campelo saiu da emissora.
Em 16 de setembro de 2010, a TV Tefé deu apoio técnico à entrada ao vivo do repórter Ernesto Paglia no quadro JN no Ar, do Jornal Nacional da Rede Globo, que visitou a cidade e destacou os problemas de infraestrutura e mobilidade enfrentados pelos moradores. Em 2012, apesar da estação inserir intervalos comerciais locais durante a programação, a Rede Amazônica solicitou à Justiça Eleitoral que a TV Tefé não exibisse a propaganda eleitoral do município naquele ano.

### Rede Amazônica Tefé (2015-2021)
No dia 3 de janeiro de 2015, a exemplo das demais estações da rede, a emissora deixou de se chamar TV Tefé, passando a utilizar a nomenclatura Rede Amazônica Tefé.
Em 22 de outubro de 2021, a Rede Amazônica encerrou as atividades comerciais da Rede Amazônica Tefé. Com isso, a estação foi extinta e convertida em uma mera repetidora da Rede Amazônica Manaus.

## Sinal digital
A TV Tefé foi autorizada a operar no sinal digital através do canal 15 UHF em 23 de agosto de 2012. A estação, no entanto, não chegou a iniciar as transmissões na tecnologia.

## Programas
Além de retransmitir a programação nacional da TV Globo e estadual da Rede Amazônica Manaus, a Rede Amazônica Tefé inseria comerciais locais.

## Equipe

### Membros antigos
- Welner Campelo[6]